# Голубов, Савелий Владимирович
Саве́лий Влади́мирович Го́лубов (род. 30 декабря 2000, Хотьково, Московская область) — российский шахматист, международный мастер (2015), тренер. Бронзовый призёр командного чемпионата России в составе «Молодёжки» (2018).
Победитель чемпионата России по рапиду и блицу до 19 лет (2015). Бронзовый призёр юношеской олимпиады 2015 в составе сборной России, где сыграл за 1-й доской с результатом (+4-2=3). На чемпионате России до 20 лет занял 3-е место. Победитель турнира «Юные звёзды мира» в 2016 году (+5-1=5). В 2016 году разделил 3-5 места на шахматном фестивале в Гронингене.

## Биография
У Савелия есть братья Егор (род. 1989) и Матвей (род. 2002).
Шахматами начал заниматься в Хотьково, в шахматном клубе «Гамбит» с тренером Ирэн Зверевой. До клуба шахматам учил старший брат. Потом отец Владимир и председатель шахматной Федерации Сергиево-Посадского района Евгений Шапошников стали готовить его к будущим турнирам.
Увлекается футболом и настольным теннисом, изучением английского, немецкого, французского и арабского языков.